# Лобашкіно
Лоба́шкіно (рос. Лобашкино, чув. Лопашка) — присілок у складі Аліковського району Чувашії, Росія. Входить до складу Кримзарайкінського сільського поселення.
Населення — 120 осіб (2010; 143 у 2002).
Національний склад:
- чуваші — 99 %